# Friedrich Kohlmeier
Friedrich Fritz Kohlmeier (* 25. Dezember 1904 in Stadthagen; † 23. Juni 1994 in Minden) war ein deutscher Politiker der SPD und Mitglied der Widerstandsgruppe Roter Stoßtrupp.

## Leben und Beruf
Friedrich Kohlmeier absolvierte die Volksschule und arbeitete anschließend als einfacher Arbeiter. Er wurde Gewerkschaftsmitglied und trat in den Zentralverband der Glasarbeiter ein, der später im Zentralverband der Fabrikarbeiter Deutschlands aufging. Kohlmeier engagierte sich als Leiter der Fabrikarbeiter Jugend Minden und als Betriebsratsmitglied einer Glasfabrik in Porta Westfalica. Zudem war er Mitglied der Naturfreunde. Ab dem 1. Oktober 1932 besuchte er die Staatliche Fachschule für Wirtschaft und Verwaltung in Berlin, die er nach der Machtergreifung der Nationalsozialisten im Jahr 1933 als politisch Unzuverlässiger ohne Abschluss verlassen musste.

## Partei und Widerstand
Zuerst trat Friedrich Kohlmeier der SAJ bei, seit 1924 war er Mitglied der SPD und wurde Vorsitzender der Partei in Lerbeck. Im Jahr 1933 engagierte sich Kohlmeier in der linkssozialistischen Widerstandsgruppe Roter Stoßtrupp. Er verteilte 1933 die gleichnamige Zeitung in Minden und stand über eine Deckadresse im Kontakt mit der Berliner Führung der Widerstandsgruppe. In einer anderen Angelegenheit geriet er im November des Jahres gemeinsam mit Wilhelm Nolting und dessen Schwager Karl Lichtenberg in Haft. Kohlmeier kam zuerst in das Gefängnis Minden, dann in das Gefängnis Herford. Über eine Verurteilung und ggf. Strafe liegen bislang keine Erkenntnisse vor.

## Abgeordneter
In den Jahren 1945 bis 1951 war Friedrich Kohlmeier für die SPD Mitglied des Gemeinderates der Gemeinde Lerbeck. Von 1946 bis 1952 war er außerdem Mitglied des Amtstages des Amtes Hausberge. Ab Oktober 1946 war er Mitglied des Kreistages des Kreises Minden. Von 1950 bis 1970 war er für die SPD Mitglied des Landtages Nordrhein-Westfalen (Wahlkreis Minden 146/148) und dort von 1962 bis 1966 stellvertretender Vorsitzender des Verkehrsausschusses.

## Öffentliche Ämter und Ehrungen
Fritz Kohlmeier war Bürgermeister der Gemeinde Lerbeck und 2. Amtsbürgermeister des Amtes Hausberge. Nach dem Tod von Willy Michel war er von Juni 1951 bis Dezember 1952 Landrat des Kreises Minden, er wurde von dem CDU-Politiker Heinrich Wehking abgelöst. Im Jahr 1956 wurde Kohlmeier erneut Landrat und blieb in diesem Amt bis zum Jahr 1964, sein Nachfolger wurde Friedrich Schonhofen (SPD).
Am 18. September 1986 wurde er mit dem Verdienstorden des Landes Nordrhein-Westfalen ausgezeichnet.